# Tercera guerra púnica
La tercera guerra púnica fue el último enfrentamiento militar entre la República romana y los remanentes del Estado púnico liderados por Cartago entre los años 149 y 146 a. C. El nombre púnico proviene de la denominación que daban los romanos a los fenicios: Punici o Poenici.
Esta guerra fue mucho más corta que las dos anteriores y consistió principalmente en el asedio romano a la ciudad de Cartago, llevando finalmente a la destrucción total de la misma y la muerte o esclavitud de la mayoría de sus habitantes. Terminó así la existencia de Cartago como nación independiente.

## Antecedentes
En los años posteriores a la segunda guerra púnica Roma se dedicó a conquistar los estados helenísticos del Mediterráneo oriental: Macedonia, Iliria y Siria cayeron bajo su influencia, además del sometimiento de varios pueblos ibéricos. Cartago por su parte fue despojada de todos sus dominios no africanos y forzada a pagar la suma de 200 talentos de plata anuales por 50 años. 
Como parte del tratado de paz, Cartago no podía tener una flota armada, tenían prohibido declarar la guerra sin permiso romano y debieron reconocer la independencia del reino de Numidia. Como resultado de esto dicho reino expandió su territorio a costa de los cartaginenses, ya que los romanos casi siempre fallaron en favor de sus aliados númidas en toda disputa exterior. 
Otra consecuencia de este tratado de paz fue que al no poder gastar sus riquezas en guerras, los ciudadanos de Cartago optaron en usarlo en convertir su ciudad en un poderoso y rico núcleo comercial. Cuando Catón el Viejo la visitó en el 152 a. C. en vez de ver una urbe empobrecida contempló una ciudad enriquecida gracias a su fructífero comercio, lo que llevó a considerar a Cartago como una amenaza. Según Apiano, Catón consideraba que de permitir el florecimiento económico de Cartago, algún día esta volvería a declararle la guerra a Roma. Por lo cual a partir de dicho momento siempre terminaba sus discursos con la frase ceterum censeo Carthaginem esse delendam (Además opino que Cartago debe ser destruida). Se opuso a Publio Cornelio Escipión Nasica Córculo, que estaba a favor de no destruir a Cartago, y que por lo general convenció al Senado, debido entre otras cosas a la oposición del bando de los Escipiones, que consideraban que si el único gran enemigo de Roma era destruido, los romanos caerían en un relajamiento de costumbres que les conduciría a su propia decadencia. 
A esto se une estrechamente la competencia comercial que representaba Cartago para Roma, sobre todo para la aristocracia latifundista de Campania en cuanto al comercio de vinos e higos, lo cual motivó a que esta apoyara a Catón. Otro factor fue sin duda la explosión demográfica sufrida en ese momento por la población romana, lo cual ejerció una fuerte presión para conseguir nuevas fuentes de alimentación, como las fértiles tierras del actual Túnez.

## El conflicto

### Inicio de la guerra
En el año 151 a. C. Numidia atacó el territorio cartaginés, sitiando una ciudad de ubicación desconocida llamada Oroscopa en el 150 a. C., lo que llevó a la caída del gobierno prorromano y la instalación de otro más militarista. Los cartagineses enviaron una expedición militar al mando de Asdrúbal el Beotarca que fue derrotada y Cartago fue forzada a pagar una nueva indemnización, esta vez a los númidas, justo cuando acababa de terminar de pagar la contraída con Roma (motivo por el cual habían dado por finalizado el tratado con Roma). Lo que fue usado por el Senado romano como casus belli para iniciar la guerra.
Sabiendo lo que significaba, los cartagineses condenaron a muerte a Asdrúbal y a los principales miembros del partido militar, y se enviaron dos embajadas para tratar de solucionar la situación. Sin embargo, Roma no aceptó las excusas cartaginesas, y declaró la guerra. En consecuencia, el gobierno cartaginés, en un intento de salvar la ciudad de su destrucción, decidió rendirse incondicionalmente.
Se entregaron 300 niños, hijos de los principales dirigentes de la ciudad, como rehenes a cambio de garantizar a Cartago su independencia y el mantenimiento de sus territorios; también como condición se debían cumplir las decisiones de los cónsules una vez se hubiesen asentado estos en suelo africano.
Cuando el ejército romano de más de 80 000 hombres desembarcó en Útica, Cartago se pasó al bando romano. Los cónsules exigieron la entrega de toda la flota y armas de asedio de la ciudad, lo que cumplió inmediatamente. Los púnicos entregaron 200 000 equipos individuales para soldados y 2000 catapultas y balistas. Pero cuando se dio como nueva exigencia el traslado de la ciudad fenicia a 15,4 km (80 estadios) tierra adentro y la destrucción de sus antigua localización los cartagineses se negaron, ya que significaba perder su dominio marítimo y comercial junto con su identidad cultural, con lo que dio comienzo al asedio.
Los cartagineses inmediatamente se atrincheraron en su ciudad y asesinaron a todos aquellos considerados colaboracionistas. Aunque desarmada, Cartago estaba rodeada por excelentes fortificaciones que permitirían su defensa a los mismos ciudadanos, aun con inferioridad numérica y de equipo con relación a los romanos. Con el fin de ganar tiempo para fabricar armas, los cartagineses enviaron una embajada a los cónsules romanos con el pretexto de un armisticio a fin de negociar con el senado romano. El armisticio fue rechazado, pero inexplicablemente los romanos no procedieron a asaltar de inmediato la ciudad.
Gracias a esto, los cartagineses pudieron prepararse para resistir el sitio, fabricando armas día y noche, construyendo máquinas de guerra (cuyas cuerdas se prepararon con cabellos donados por las mujeres) reforzando las murallas de la ciudad y amontonando provisiones en enorme cantidad. Asdrúbal, que después de su condena a muerte consiguió escapar y formar un ejército propio que ocupaba casi todo el territorio cartaginés, fue amnistiado y se le imploró que ayudara a la ciudad, lo cual aceptó de inmediato. Increíblemente los romanos continuaron sin actuar y cuando finalmente intentaron asaltar la ciudad se dieron cuenta de que esta estaba totalmente lista para defenderse, lo que quedó comprobado cuando intentaron asaltar la urbe, siendo rechazados. Asdrúbal ordenó entonces crucificar a todos los prisioneros romanos que lograron capturar.

### El asedio
Los primeros dos años de guerra, a los romanos les resultó imposible tomar Cartago, pues contaba con enormes recursos, sólidas fortificaciones y un gran ejército que impedía su aislamiento total, continuando esta su actividad comercial por vía marítima. Como el sitio se prolongaba, los comandantes romanos decidieron permitir la entrada en su campamento de "elementos de distracción": prostitutas, comerciantes, etc, lo que provocó un relajamiento de la disciplina militar.
Finalmente entre los dirigentes romanos, molestos por la duración del asedio decidieron nombrar al nieto adoptivo de Escipión el Africano, Publio Cornelio Escipión Emiliano, cónsul y comandante supremo del ejército romano en África, en el año 147 a. C. Su capacidad quedó demostrada cuando resolvió el problema en la sucesión de Masinisa, dividiendo el poder entre sus tres herederos.
Cuando Escipión Emiliano tomó el mando expulsó a los civiles del campamento romano, como las prostitutas y comerciantes, imponiendo de nuevo una dura disciplina. Gracias a esto derrotó a Asdrúbal en una gran batalla que permitió el aislamiento completo de los sitiados por tierra. La flota romana incursionó masivamente en el golfo de Túnez, impidiendo la salida de las naves cartaginesas. Por primera vez en el curso de la guerra, Cartago, durante el invierno del año 147 a. C., estaba completamente aislada del mundo exterior, lo que provocó la rápida disminución de sus reservas alimenticias, contribuyendo esto al brote y propagación de enfermedades que hicieron estragos entre la población de la ciudad.

### El asalto final
Al llegar la primavera del año 146 a. C. la población cartaginesa estaba tan debilitada por el hambre y las enfermedades, que los romanos decidieron que era el momento de asaltar la ciudad. Los romanos penetraron por el puerto atravesando parte de las murallas mediante una grieta hecha en estas por uno de sus arietes. Además, con escalas y construyendo una torre de asalto en la muralla, consiguieron entrar pese a la fuerte resistencia de los ciudadanos. Después de tomar las murallas los legionarios ocuparon el ágora de la ciudad donde pasaron la primera noche, los cartagineses estaban demasiado debilitados como para contraatacar.
Tras entrar en la ciudad, los romanos fueron recibidos por una verdadera lluvia de lanzas, piedras, flechas, espadas e incluso tejas que lanzaban desde los tejados de sus casas. Los romanos tuvieron que detener su marcha y con tablones, pasaron de vivienda en vivienda acabando con los habitantes de la ciudad, la mayoría de los cuales lucharon hasta la muerte. Durante seis días con sus noches los romanos y los cartagineses entablaron una gran batalla urbana, cuyo resultado iba favoreciendo a los primeros. El objetivo de las legiones era tomar completamente la ciudad, finalizando con la captura de la ciudadela fortificada de Birsa, ubicada sobre la cima de una colina escarpada, en el corazón de la ciudad, punto a donde se dirigían los defensores en su continuo retroceder. Los romanos avanzaban demoliendo muros, abriéndose camino a través de montañas de ruinas o pasando por los techos de las casas y los edificios. Las tropas de Escipión arrancaron las placas de oro de los templos sumando todo esto a una gran destrucción. 
Los últimos supervivientes de la batalla, unos 50 000, se refugiaron en el templo de Eshmún (Esculapio para los romanos), situado en Birsa, junto a su necrópolis sagrada. Allí, la mayor parte de los púnicos rogaron a Escipión que tuviera clemencia con ellos, incluso Asdrúbal, quien había logrado escapar tras la destrucción de su ejército y dirigía la defensa de la ciudad. Escipión prometió respetarles la vida. Solo quedaron en el templo los desertores romanos (cerca de un millar), que sabiendo que serían ejecutados, se suicidaron, y también la mujer de Asdrúbal, que vestida con una túnica de gala, insultó a su marido y a los romanos diciendo «vosotros, que nos habéis destruido a fuego, a fuego también seréis destruidos» y se lanzó a las llamas del fuego (hay versiones que dicen que acuchilló a sus hijos y los lanzó consigo al fuego). Los desertores también se sacrificaron en la misma pira. Una vez esto ocurrió, el flemático Escipión Emiliano comenzó a llorar, y gritó en griego una frase de la Ilíada (libro IV): «Llegará un día en que Ilión, la ciudad santa, perecerá, en que perecerán Príamo y su pueblo, hábil en el manejo de la lanza». Cuando el historiador griego Polibio le preguntó por qué había recitado aquellos versos, el general romano le contestó: «Temo que algún día alguien habrá de citarlos viendo arder Roma».

## Destrucción de la ciudad

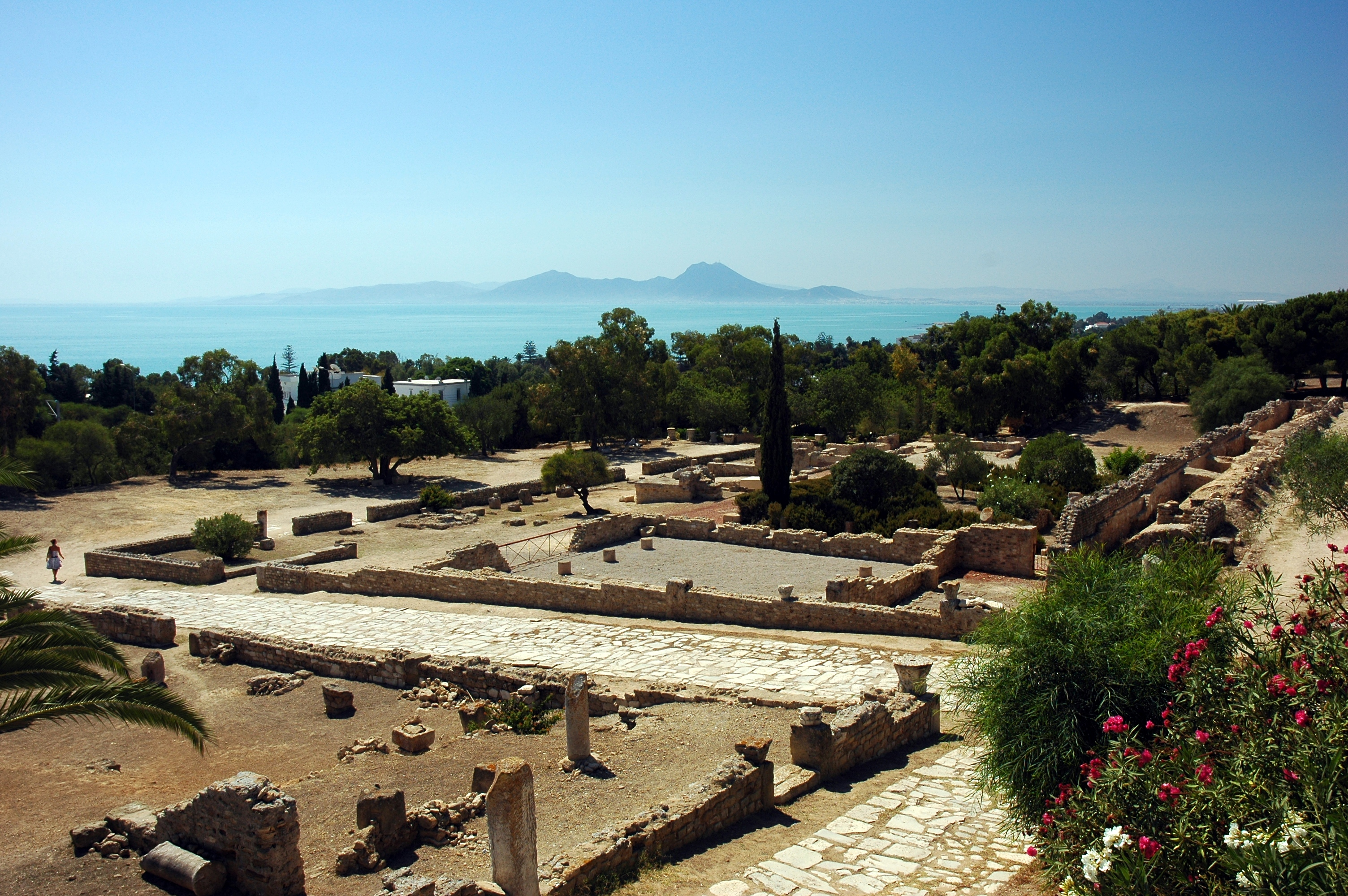
Ruinas de Cartago.

Los supervivientes fueron todos reducidos a la esclavitud y la ciudad fue totalmente saqueada tras su toma; sin embargo, la mayor parte se conservaba aún en pie. Después de la caída de Cartago se presentó en el sitio una comisión del Senado romano para decidir qué se haría con ella. Según los indicios, el mismo Escipión Emiliano y algunos senadores eran partidarios de que la ciudad se conservase, pero la mayor parte de la comisión se puso de parte de la opinión de que fuese destruida, seguramente aún bajo la influencia de los deseos del ya fallecido Catón. Por tanto, la historia oficial afirma que Escipión ordenó a las legiones destruir totalmente la ciudad hasta los cimientos.
Las demás ciudades del norte de África que apoyaron a Cartago en todo momento corrieron la misma suerte. Las que se rindieron desde el comienzo de la guerra, como Útica, fueron declaradas libres y conservaron sus territorios. Las antiguas posesiones de Cartago constituyeron la nueva provincia romana de África, descontando algunos territorios entregados a los hijos de Masinisa como premio por su ayuda a Roma durante la guerra.

## En el cine y la literatura
La tercera guerra púnica es el eje central de la novela Cartago: El imperio de los dioses, del escritor gaditano Emilio Tejera Puente.